# 1985 en cyclisme
| Années du cyclisme : 1982 - 1983 - 1984 - 1985 - 1986 - 1987 - 1988    |
| Décennies du cyclisme : 1950 - 1960 - 1970 - 1980 - 1990 - 2000 - 2010 |

Les faits marquants de l'année 1985 en cyclisme.

## Par mois

### Mars
- 16 mars : le Néerlandais Hennie Kuiper est victorieux lors de Milan-San Remo.

### Avril
- 7 avril : le Belge Eric Vanderaerden s'impose sur ses terres en étant premier du Tour des Flandres.
- 14 avril : Marc Madiot gagne en France Paris-Roubaix.
- 21 avril : Moreno Argentin gagne son premier Liège-Bastogne-Liège.

### Mai
- 12 mai : l'Espagnol Pedro Delgado remporte son premier Tour d'Espagne.

### Juin
- 9 juin : le Tour d'Italie est remporté par Bernard Hinault pour la troisième fois.

### Juillet
- 21 juillet : Bernard Hinault remporte son cinquième et dernier Tour de France.

### Septembre
- 1er septembre : Joop Zoetemelk est champion du monde.

### Octobre
- 12 octobre : Sean Kelly s'impose sur le Tour de Lombardie pour la deuxième fois après 1983.

## Principales naissances
- 8 janvier : Jaroslav Kulhavý, pilote de VTT tchèque.
- 17 janvier : Sebastian Langeveld, cycliste néerlandais.
- 30 janvier : Richie Porte, cycliste australien.
- 31 janvier : Grégory Baugé, cycliste français.
- 18 février : Jos van Emden, cycliste néerlandais.
- 19 février : Jelle Vanendert, cycliste belge.
- 21 février :
  - Peter Velits, cycliste slovaque.
  - Martin Velits, cycliste slovaque.
- 26 février : Gee Atherton, pilote de VTT britannique.
- 12 mars : Edward Clancy, cycliste britannique.
- 17 mars : Dario Cataldo, cycliste italien.
- 22 mars : Jakob Fuglsang, cycliste danois.
- 4 mai : Megan Guarnier, coureuse américaine.
- 9 avril : Linda Villumsen, cycliste néo-zélandaise.
- 23 avril : Tony Martin, cycliste allemand.
- 30 avril : Michael Mørkøv, cycliste danois.
- 7 mai : Mikhail Ignatiev, cycliste russe.
- 17 mai : Greg Van Avermaet, cycliste belge.
- 20 mai : Christopher Froome, cycliste britannique.
- 21 mai : Mark Cavendish, cycliste mannois et britannique.
- 5 juin : Kenny De Ketele, cycliste belge.
- 6 juin : Martyn Irvine, cycliste nord-irlandais.
- 8 juin : José Joaquín Rojas, cycliste espagnol.
- 10 juin : Andy Schleck, cycliste luxembourgeois.
- 2 juillet : Jürgen Roelandts, cycliste belge.
- 26 juillet : Brice Feillu, cycliste français.
- 31 juillet : Rémy Di Grégorio, cycliste français.
- 13 août : Grega Bole, cycliste slovène.
- 20 août : Casper Jørgensen, cycliste danois.
- 16 septembre : Olga Panarina, cycliste biélorusse.
- 4 octobre : Julien Simon, cycliste français.
- 10 octobre : Dominique Cornu, cycliste belge.
- 5 décembre : Gianni Meersman, cycliste belge.
- 8 décembre : Ignatas Konovalovas, cycliste lituanien.
- 11 décembre : Zdeněk Štybar, cycliste tchèque.
- 30 décembre : Lars Boom, cycliste néerlandais.

## Principaux décès
- 8 novembre : Nicolas Frantz, cycliste luxembourgeois. (° 4 novembre 1899).